# Dimitra Gnafaki
Dimitra Gnafaki (griechisch Δήμητρα Γναφάκη; * 9. Juli 1997 in Chania) ist eine griechische Leichtathletin, die sich auf den 400-Meter-Hürdenlauf spezialisiert hat.

## Sportliche Laufbahn
Erste internationale Erfahrungen sammelte Dimitra Gnafaki im Jahr 2016, als sie bei den U20-Weltmeisterschaften in Bydgoszcz mit 58,48 s im Halbfinale ausschied. Anschließend absolvierte sie ein Studium an der University of Akron im US-Bundesstaat Ohio. 2021 siegte sie dann in 57,00 s bei den Balkan-Meisterschaften in Smederevo und im Jahr darauf gewann sie bei den Balkan-Meisterschaften in Craiova in 57,50 s die Bronzemedaille hinter der Slowenin Agata Zupin und Lena Pressler aus Österreich. Anschließend belegte sie bei den Mittelmeerspielen in Oran in 56,55 s den vierten Platz. Im August schied sie bei den Europameisterschaften in München mit 56,14 s im Halbfinale über die Hürden aus und verpasste mit der griechischen 4-mal-400-Meter-Staffel mit 3:33,33 min den Finaleinzug. 2023 wurde sie bei der 1. Liga der Team-Europameisterschaft im Rahmen der Europaspiele in Chorzów in 56,63 s Siebte im Hürdenlauf und gelangte mit der Mixed-Staffel mit 3:23,10 min auf Rang sieben im B-Lauf. Im Juli siegte sie in 56,45 s bei den Balkan-Meisterschaften in Kraljevo und sicherte sich dort mit der Frauenstaffel in 3:33,35 min die Silbermedaille hinter dem ukrainischen Team. Anschließend schied sie bei den Weltmeisterschaften in Budapest mit 56,18 s in der ersten Runde aus. Im Jahr darauf gewann sie bei den Balkan-Meisterschaften in Izmir in 57,50 s die Silbermedaille hinter der Österreicherin Lena Pressler. Kurz darauf schied sie bei den Europameisterschaften in Rom mit 56,62 s im Vorlauf aus.
In den Jahren von 2020 bis 2023 wurde Gnafaki griechische Meisterin im 400-Meter-Hürdenlauf sowie 2023 auch in der 4-mal-400-Meter-Staffel. 2024 wurde sie Hallenmeisterin in der Mixed-Staffel.

## Persönliche Bestzeiten
- 400 Meter: 54,50 s, 30. Mai 2021 in Chania
  - 400 Meter (Halle): 57,54 s, 24. Februar 2017 in Ypsilanti
- 400 Meter Hürdenlauf: 56,14 s, 18. August 2022 in München